# آی‌پد مینی (نسل اول)
نسل اول آی پد مینی (به انگلیسی:ipad mini) یک رایانه لوحی کوچک است که توسط شرکت اپل طراحی، توسعه و به بازار عرضه شده‌است. در ۲۳ اکتبر ۲۰۱۲ به عنوان چهارمین محصول بزرگ در خط آی پد و اولین محصول آی پد مینی اعلام شد. که دارای اندازه صفحه نمایش ۷٫۹ اینچ (۲۰ سانتیمتر)، بر خلاف استاندارد ۹٫۷ اینچ (۲۵ سانتیمتر) از مشخصات داخلی مشابه آی پد ۲ از جمله وضوح نمایشگر آن بهره می‌برد.
نسل اول آیپد مینی، با انتقاد از اندازه، طراحی و در دسترس بودن برنامه‌های کاربردی، ضمن انتقاد از استفاده از اتصال برق اختصاصی، کمبود فضای ذخیره‌سازی قابل افزایش، تراشه کم مصرف Apple A5 با ۵۱۲ مگابایت رَم، نظرات مثبتی را به دست آورد. و عدم نمایشگر شبکیه چشم.

## تاریخ
در ۱۶ اکتبر ۲۰۱۲، اپل یک رویداد رسانه ای را اعلام کرد که قرار است ۲۳ اکتبر در تئاتر کالیفرنیا در سن خوزه، کالیفرنیا برگزار می‌شود. این شرکت موضوع این رویداد را فاش نکرد، اما انتظار می‌رفت آی پد مینی باشد. در روز این رویداد، تیم کوک مدیر عامل اپل نسخه جدیدی از خانواده مک بوک و نسل‌های جدید مک بوک پرو، مک مینی و آی مک را قبل از آی پد مینی و نسل بالاتر نسل چهارم آی پد است.

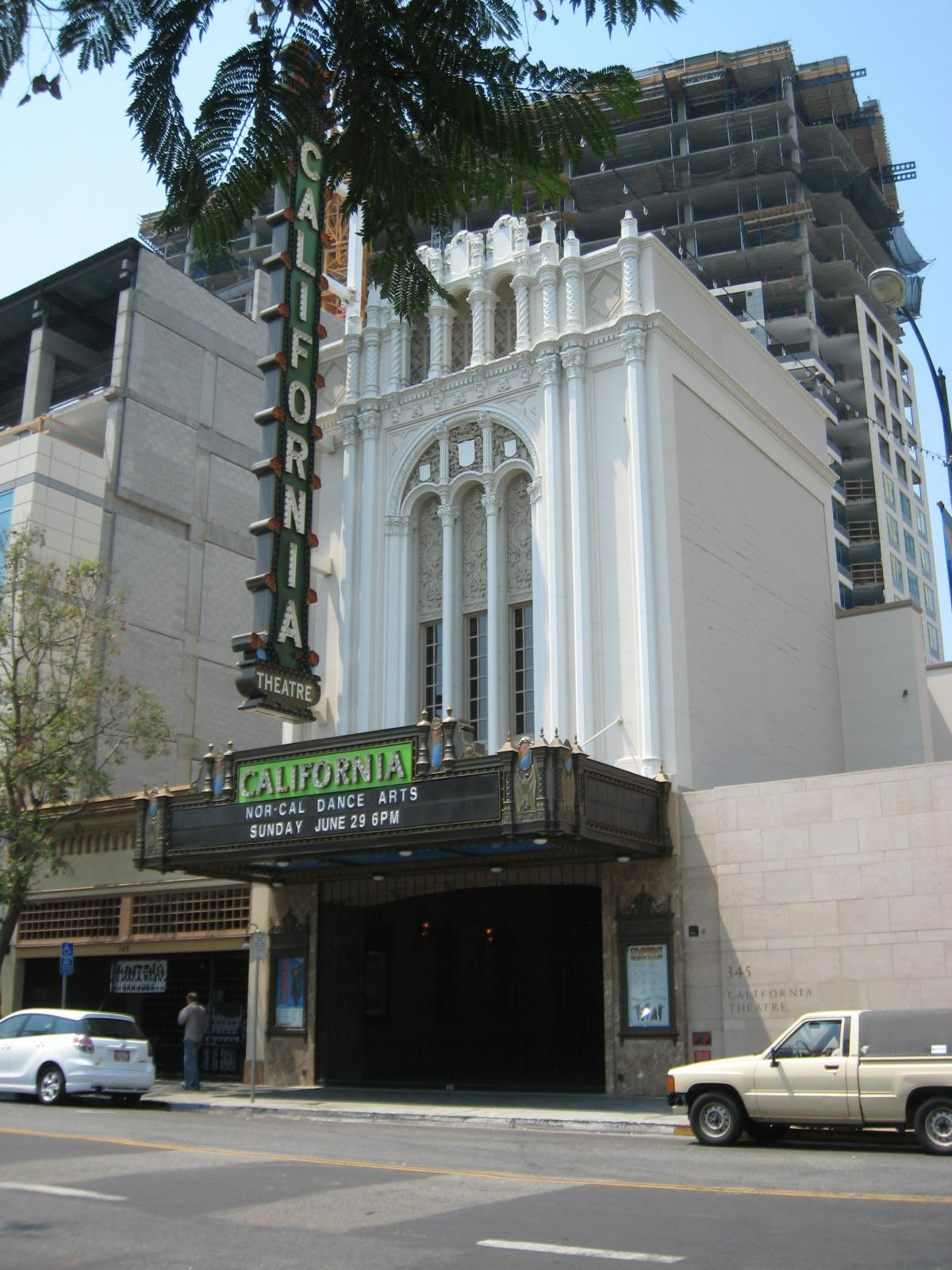
تئاتر کالیفرنیا، جایی که آی پد مینی معرفی شد
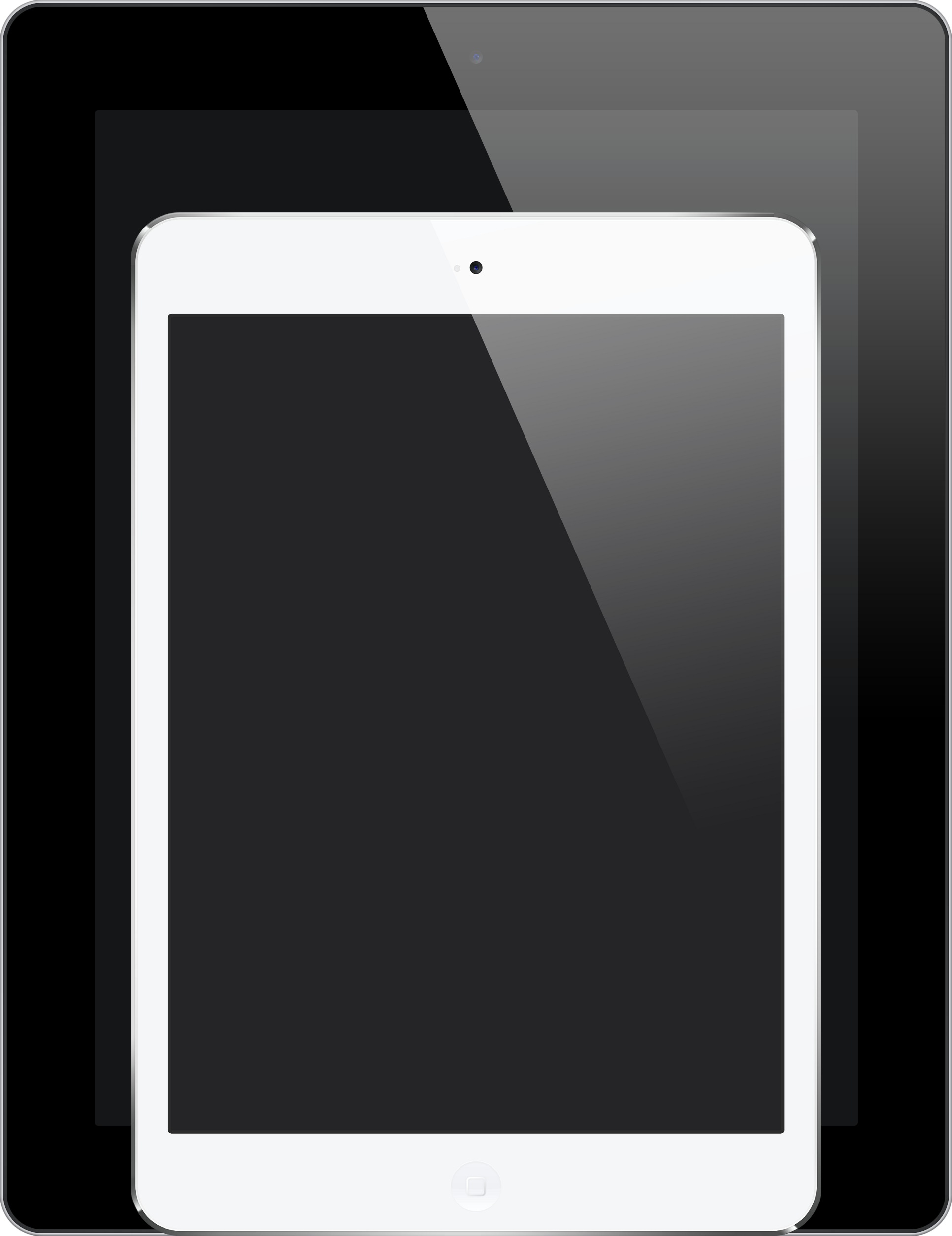
تفاوت اندازه آی پد مینی با آی پد نسل سوم و چهارم

## امکانات

### نرم‌افزار
آی پد مینی با آی او اس ۶ ارسال شد. این می‌تواند به عنوان یک نقطه اتصال با برخی از شرکت‌های مخابراتی عمل کند، اتصال اینترنت خود را از طریق وای فای، بلوتوث یا USB به اشتراک بگذارد و همچنین به اپ استور، یک بستر توزیع برنامه دیجیتال برای آی او اس که توسط اپل توسعه و نگهداری می‌شود، دسترسی پیدا کند.

### سخت‌افزار
چهار دکمه و یک سوئیچ روی آی پد مینی وجود دارد، از جمله دکمه «خانه» در نزدیکی صفحه نمایش که کاربر را به صفحه اصلی بازمی‌گرداند و سه دکمه آلومینیومی در سمت راست و بالا: بیدار / خواب و افزایش صدا و کاهش صدا، به علاوه یک سوئیچ کنترل شده توسط نرم‌افزار که عملکرد آن با به روزرسانی‌های نرم‌افزار متفاوت است. این تبلت با قابلیت یا بدون قابلیت برقراری ارتباط از طریق شبکه تلفن همراه تولید می‌شود. همه مدل‌ها می‌توانند از طریق وای فای به شبکه بی‌سیم متصل می‌شود. آی پد مینی با ۱۶، ۳۲، ۶۴ در دسترس است گیگابایت حافظه فلش داخلی، بدون گزینه توسعه. اپل «کیت اتصال دوربین» را با کارت خوان SD به فروش می‌رساند، اما فقط برای انتقال عکس و فیلم می‌توان از آن استفاده کرد.

### تجهیزات جانبی
اسمارت کاور که با آی پد ۲ معرفی شده، محافظ صفحه ای است که به صورت مغناطیسی به بدنه آی پد متصل می‌شود. نسخه کوچکتر آن برای آی پد مینی ۱ در دسترس بود، اما مدلهای بعدی از جمله آی پد مینی ۴ نیز از Cover Smart مخصوص خود استفاده می‌کنند.
اپل لوازم جانبی دیگری از جمله صفحه کلید بلوتوث، چندین نوع هدفون گوش یا هدفون و آداپتورهای زیادی برای اتصال لاتنینگ را ارائه می‌دهد. اپل کِیر حکاکی رایگان برای آی پد مینی نیز موجود است.